# Keldenich (Wesseling)
Keldenich ist ein Stadtteil der Stadt Wesseling im nordrhein-westfälischen Rhein-Erft-Kreis mit 15.906 Einwohnern (Stand: 31. Dezember 2018).

## Geographie
Der Stadtteil, bei dem es sich im Wesentlichen um einen reinen Wohnort handelt, liegt südwestlich der Wesselinger Stadtmitte und umfasst eine Fläche von 553,58 Hektar. Nachbarorte von Keldenich sind im Nordwesten der Wesselinger Stadtteil Berzdorf, im Südwesten der Bornheimer Stadtteil Sechtem und im Osten wiederum der Wesselinger Stadtteil Urfeld. Am westlichen Ortsrand fließt der Dickopsbach. Zwischen Keldenich und Berzdorf liegt das Naturschutzgebiet Entenfang.

## Geschichte

### Vorgeschichte
Bei Keldenich wurden jungsteinzeitliche Beile gefunden.

### Früh-, Hoch- und Spätmittelalter
858 wird Keldenich erstmals urkundlich erwähnt. 1288 verkaufte die Abtei Notre Dame in Soissons ihren Hof in Keldenich an den Kölner Bürger Scherfgin. Mitglieder des Geschlechtes der Scherfgin waren wiederholt Bürgermeister oder Ratsmitglieder der Stadt Köln.
Das Gebiet des heutigen Keldenich umfasste ehemals auch Güter wie den Landskronhof (den späteren Sechtemer Stapelhof), dessen Besitzungen teilweise in die Gemarkung Sechtem hineinragten. Die Güter befanden sich seit dem 13. Jahrhundert unter der Grafschaft Katzenellenbogen in abhängiger Lehnsherrschaft. Diesen Herren folgten die Landgrafen von Hessen, die Keldenich mitsamt dem Sechtemer Stapelhof an die Herren von Dörenberg und Schweinsberg gaben. Letzterer, Konrad Schenk zu Schweinsberg, wurde noch 1599 als Besitzer angeführt.
1630 entließ Hessen das weitab liegende Territorium, dem als von Kurköln umschlossener Exklave in den andauernden kriegerischen Zeiten kein ausreichender Schutz geboten werden konnte. Mit Einverständnis des Landesherrn Georg II., Landgraf von Hessen-Darmstadt, verkauften Ludwig und Burkhard von Dörnberg sowie Volpert Daniel Schenk zu Schweinsberg die Freiadeligen Güter zu Keldenich und Sechtem an den kurkölnischen Kammerherrn Adam von Siegenhoven gen. Anstel zu Holtorf, der auch den Sechtemer Gromeshof besaß. Die Anstel, nun die Herren von Keldenich, blieben dies bis zum Jahr 1751. Dann ging die Herrlichkeit Keldenich – nun ohne Sechtem – an Johann Adam von Falkenberg, der den Erwerb umgehend ohne Gewinn an den Kölner Kurfürsten Salentin von Isenburg abtrat.

### Ende der Feudalzeit
Landesherrlich gehörte Keldenich bis Ende des 18. Jahrhunderts zum Kurfürstentum Köln und war Namensgeber der Herrlichkeit Keldenich im kurkölnischen Amt Brühl. Von Anfang des 17. Jahrhunderts bis 1760 war die Herrlichkeit an die Freiherren von Siegenhoven-Anstel verpfändet.

### Politische Veränderungen
1794 wurde das Rheinland von Frankreich besetzt. Durch den Friedensvertrag von Lunéville 1801 wurde die Zugehörigkeit des linksrheinischen Gebietes zu Frankreich rechtskräftig. Unter französischer Herrschaft gehörte Keldenich zum Kanton Brühl. 1815 fiel es dann an Preußen. Die Gemeinde Keldenich wurde dem Kreis Bonn (ab 1887 Landkreis Bonn) im Regierungsbezirk Köln der Provinz Jülich-Kleve-Berg zugeteilt, die 1822 mit der Provinz Großherzogtum Niederrhein zur Rheinprovinz zusammengelegt wurde. Keldenich war eine von sechs Gemeinden der Bürgermeisterei Hersel. Bei der Volkszählung am 1. Dezember 1910 hatte die Gemeinde 585 Einwohner.
1932 wurde die Gemeinde Keldenich dem neu eingerichteten Amt Wesseling im Landkreis Köln zugeordnet und 1935 nach Wesseling eingemeindet. Vom 1. Januar 1975 bis zur Wiederherstellung der Selbständigkeit der Stadt Wesseling am 1. Juni 1976 gehörte Keldenich zur Stadt Köln.

## Sehenswürdigkeiten
- Dorfbrunnen
- Vogelschutzgebiet Entenfang
- Dikopshof.
- Heilig-Kreuz-Kapelle in der Siedlung Dikopshof, erbaut 1716, saniert 1879

## Politik
Der vom Rat der Stadt Wesseling gewählte Ortsbürgermeister von Keldenich ist Paul Hambach (CDU).

## Infrastruktur
Der Ort verfügt über vier Kindergärten, die Grundschulen Albert-Schweitzer-Schule und Schillerschule sowie die katholische Kirche St. Andreas und die evangelische Kreuzkirche. Seit 1999 betreibt die Stadt Wesseling im Schwingeler Hof ein Kulturzentrum. Zudem ist das Versuchsgut Maarhof der Universität Bonn in Keldenich ansässig.
Die nächsten Stadtbahn-Haltestellen sind Wesseling und Wesseling-Süd an der Linie 16 der Stadtbahn Köln (Rheinuferbahn) zwischen Köln und Bonn. Der nächste DB-Bahnhof ist Sechtem an der linken Rheinstrecke. Die nächste Autobahn-Anschlussstelle ist Wesseling auf der Bundesautobahn 555.